# Тимонино (Ростиловское муниципальное образование)
Тимонино — деревня в Грязовецком районе Вологодской области.
Входит в состав Ростиловского муниципального образования, с точки зрения административно-территориального деления — в Ростиловский сельсовет.
Расстояние по автодороге до районного центра Грязовца — 23 км, до центра муниципального образования Ростилово — 16 км. Ближайшие населённые пункты — Боброво, Свининино, Дядинское, Алферово, Лукино.
По переписи 2002 года население — 41 человек (16 мужчин, 25 женщин). Всё население — русские.